# Refuge du Goûter
Das Refuge du Goûter (auch Goûter-Hütte) ist eine Schutzhütte des Club Alpin Français in den Savoyer Alpen auf 3835 m Höhe an der Kante der Aiguille du Goûter. Es ist das höchstgelegene französische bewirtschaftete Schutzhaus und der höchstgelegene bewirtschaftete Stützpunkt zur Besteigung des Mont Blanc. Die viel besuchte Hütte ist zwischen Juni und Ende September bewirtschaftet. In der übrigen Zeit ist das Winterlager geöffnet. Der Normalweg auf den Mont Blanc führt von der Hütte in südöstlicher Richtung über den Dôme du Goûter und den Bossesgrat.

## Zustieg

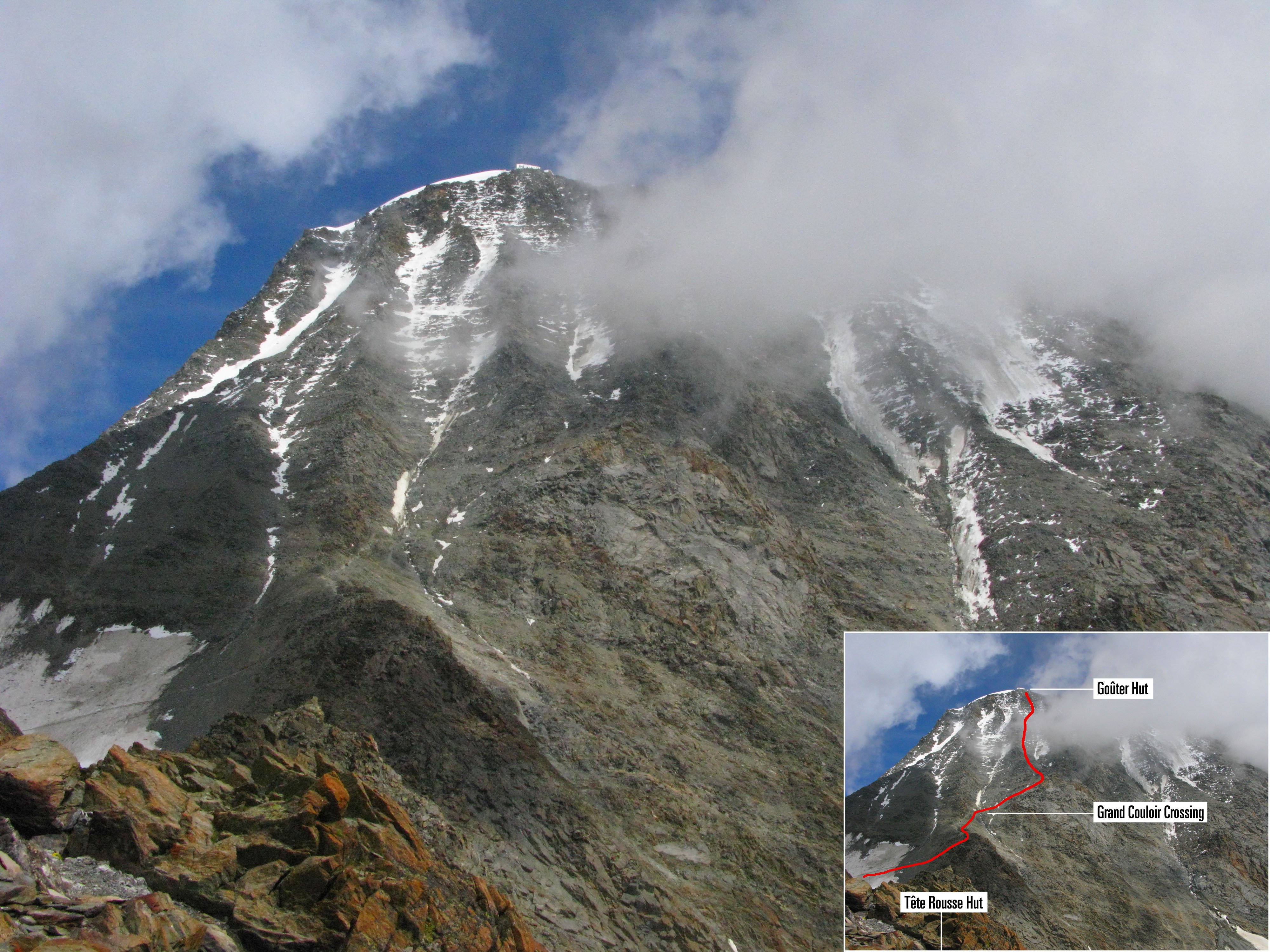
Zustieg zur Hütte über das Grand Couloir

Der Zustieg zur Hütte erfolgt im Regelfall ab Nid d’Aigle, der Bergstation des Tramway du Mont Blanc. Von dort führt der Weg nahe vorbei am Refuge de Tête Rousse (3167 m), das ebenfalls als Stützpunkt für eine Besteigung des Mont Blanc verwendet werden kann. Der Anstieg ist zwar bei guten Verhältnissen für Bergsteiger technisch unschwierig oder wenig schwierig. Allerdings ist das beim Aufstieg zu querende Grand Couloir (Couloir du Goûter) gerade in der Vor- und Hauptsaison häufig steinschlaggefährdet, was oft zu Unfällen mit Verletzten und Toten führt. Von 1990 bis 2011 gab es am Hang zwischen Refuge de la Tête Rousse und Refuge du Goûter 256 aktenkundige Einsätze der Bergwacht mit 291 betroffenen Personen, darunter 74 Toten und 180 Verletzten. Etwa die Hälfte der Unfälle ereignete sich bei der Querung des Couloirs, ein Drittel auf dem Normalweg oberhalb der Querung, der Rest auf dem Normalweg unterhalb der Querung oder auf anderen Routen wie dem weiter nördlich verlaufenden, brüchigen Payot-Grat. Überlegungen zum Bau eines Tunnels zur Vermeidung des Couloirs wurden bisher noch nicht verwirklicht. Eine Hängebrücke kommt nicht in Frage, da sie selbst bei einer Höhe von 35 Metern über Grund voraussichtlich nicht steinschlagsicher wäre.

## Tourenmöglichkeiten

### Gipfeltouren
Quelle:
- Mont Blanc über den Normalweg (PD; ca. 5h)
- Aiguille de Bionnassay (AD; ca. 4h)

### Übergänge
- Über den Mont Blanc zum Refuge des Cosmiques (PD+; ca. 12–13h)
- Auf dem Zustiegsweg zum Refuge de Tête Rousse (PD; ca. 3h)
- Über die Aiguille de Bionnassay zum Refuge Durier (AD; ca. 7h)

## Geschichte
Das erste Gebäude auf der Aiguille du Goûter, eine sehr einfache Hütte, wurde 1854 auf Initiative von Charles Loiseau erbaut. Es wurde 1858 durch eine Hütte für 4 Personen ersetzt. Der Club Alpin Français (CAF) erbaute 1906 eine Schutzhütte für 7 Personen. 1936 wurde eine private Schutzhütte für 36 Personen errichtet. 1960 folgte auf 3817 m Höhe die Konstruktion des 1962 eingeweihten Refuge du Goûter, das Platz für 65 Personen bietet. 1990 wurde nur wenig entfernt am Platz der Hütte von 1906 ein Zusatzbau mit Platz für weitere 40 Personen eröffnet.
Die Hütte von 1962 wurde vom CAF aufgrund hoher Besucherzahlen (der Normalweg zum Mont Blanc wird jährlich von etwa 30.000 Personen angegangen), schlechter Isolierung, fehlender Heizung, gestiegener sanitärer Ansprüche und ökologischer Probleme bei der Abwasser- und Müllentsorgung, der Wasserversorgung und der Stromerzeugung nicht mehr als zeitgemäß angesehen. 
Am 5. Februar 2010 wurden die Verträge für einen Neubau des Refuge du Goûter unterzeichnet. Der Neubau wurde im Sommer 2010 begonnen und Ende Juni 2013 eröffnet. Er liegt etwa 200 Meter südlich der alten Hütte (ebenfalls am nur leicht geneigten Gipfelgrat der 3863 m hohen Aiguille du Goûter) und bietet Platz für 120 Gäste. Das Gebäude in Form eines vierstöckigen elliptischen Zylinders hat außen eine Verkleidung aus Inox-Stahl; das Innere besteht aus einer Gebälkkonstruktion aus Tannen- und Fichtenholz der Gegend. Es wurde inklusive aller Voruntersuchungen mit Kosten für den Neubau von 6,5 Millionen Euro gerechnet. Die tatsächlichen Kosten betrugen 7,5 Millionen Euro.
Nach der Fertigstellung des Neubaus sollte die alte Hütte eigentlich abgerissen werden, was aber nicht geschah. Nach einer Asbestsanierung wird die alte Hütte seit 2018 mit reduzierter Kapazität als Winterlager und Sicherheitssammelraum der Goûter-Hütte weiterbetrieben.

## Galerie

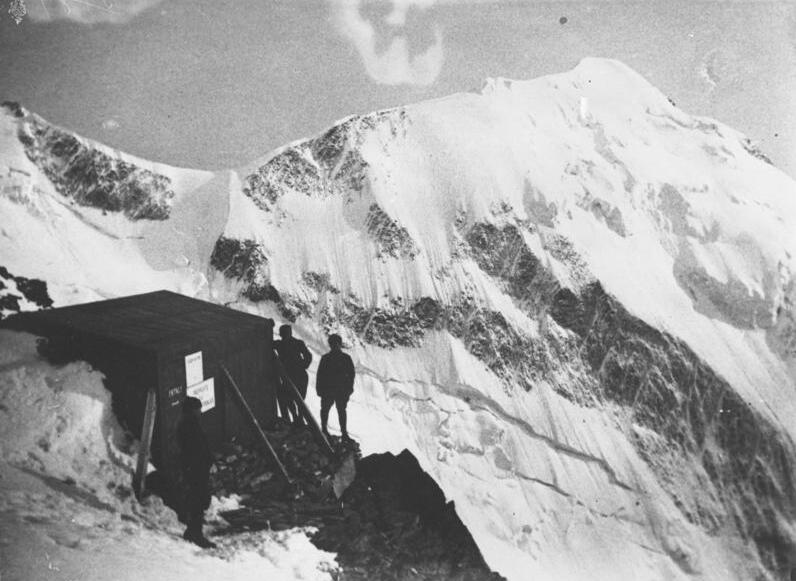
Das Refuge du Goûter mit 7 Plätzen im Jahr 1925
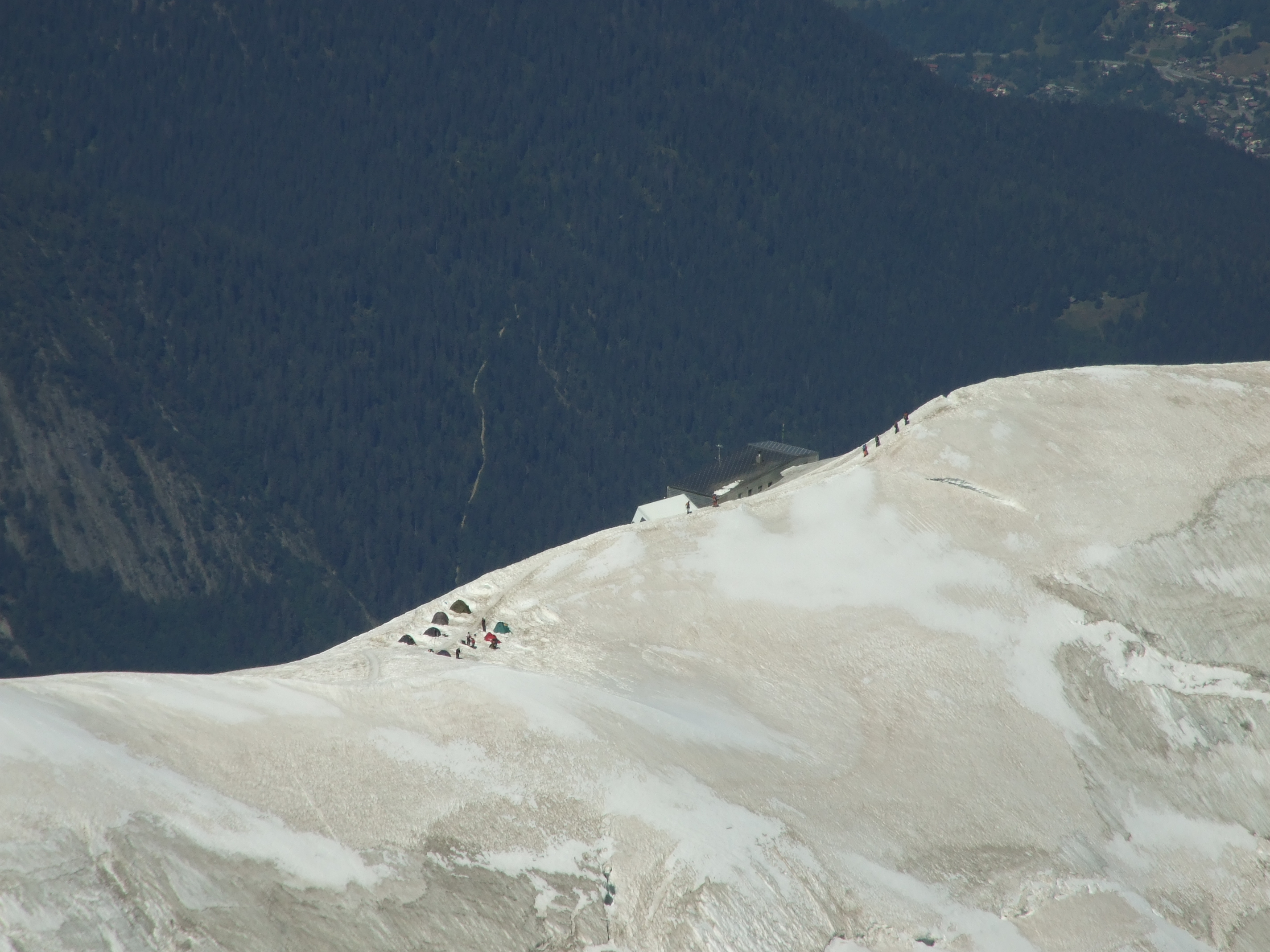
Die Goûter-Hütte im Jahr 2009. Das Campieren ist inzwischen verboten.
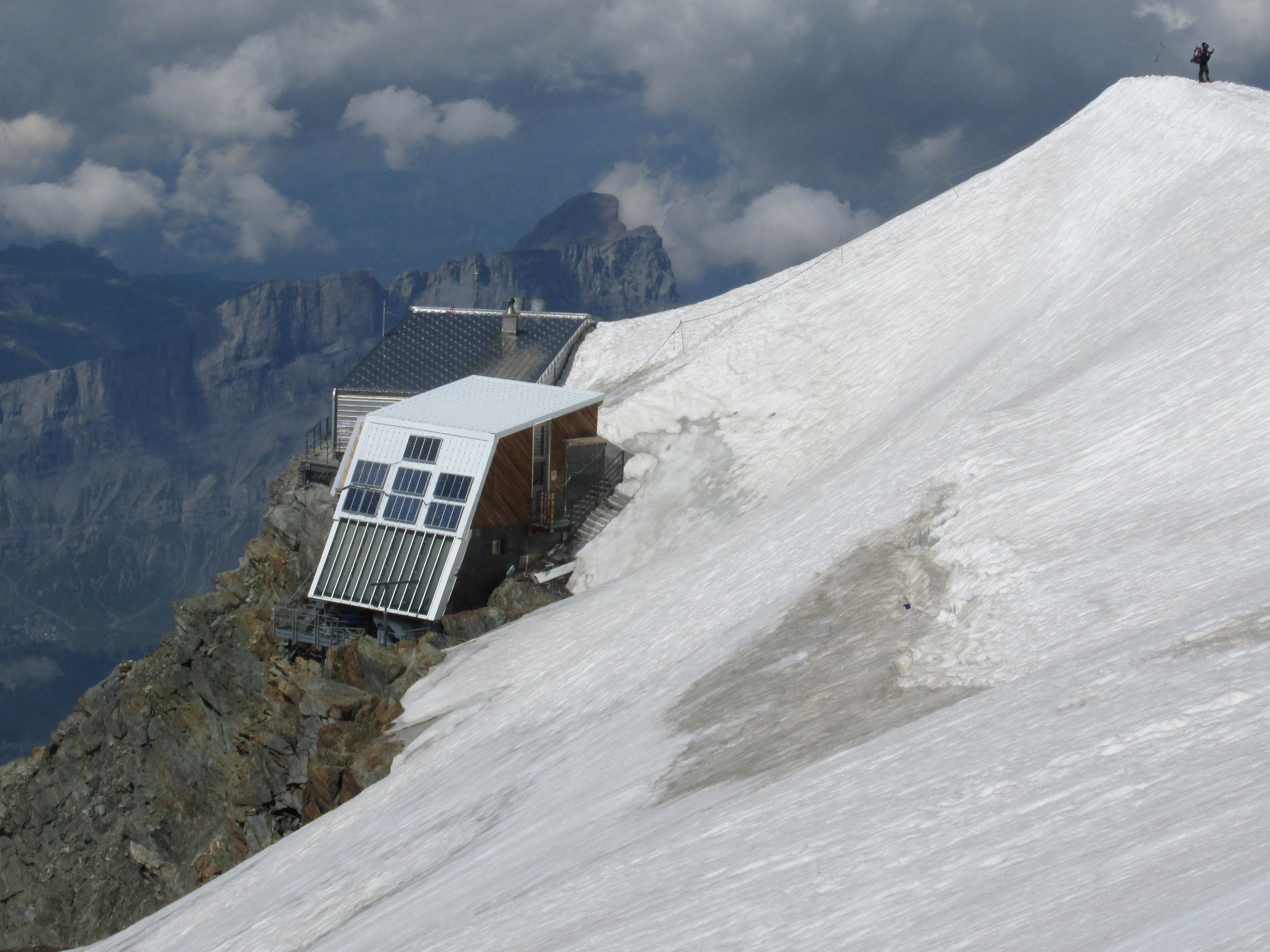
Die alte Goûter-Hütte, im Vordergrund der Winterraum
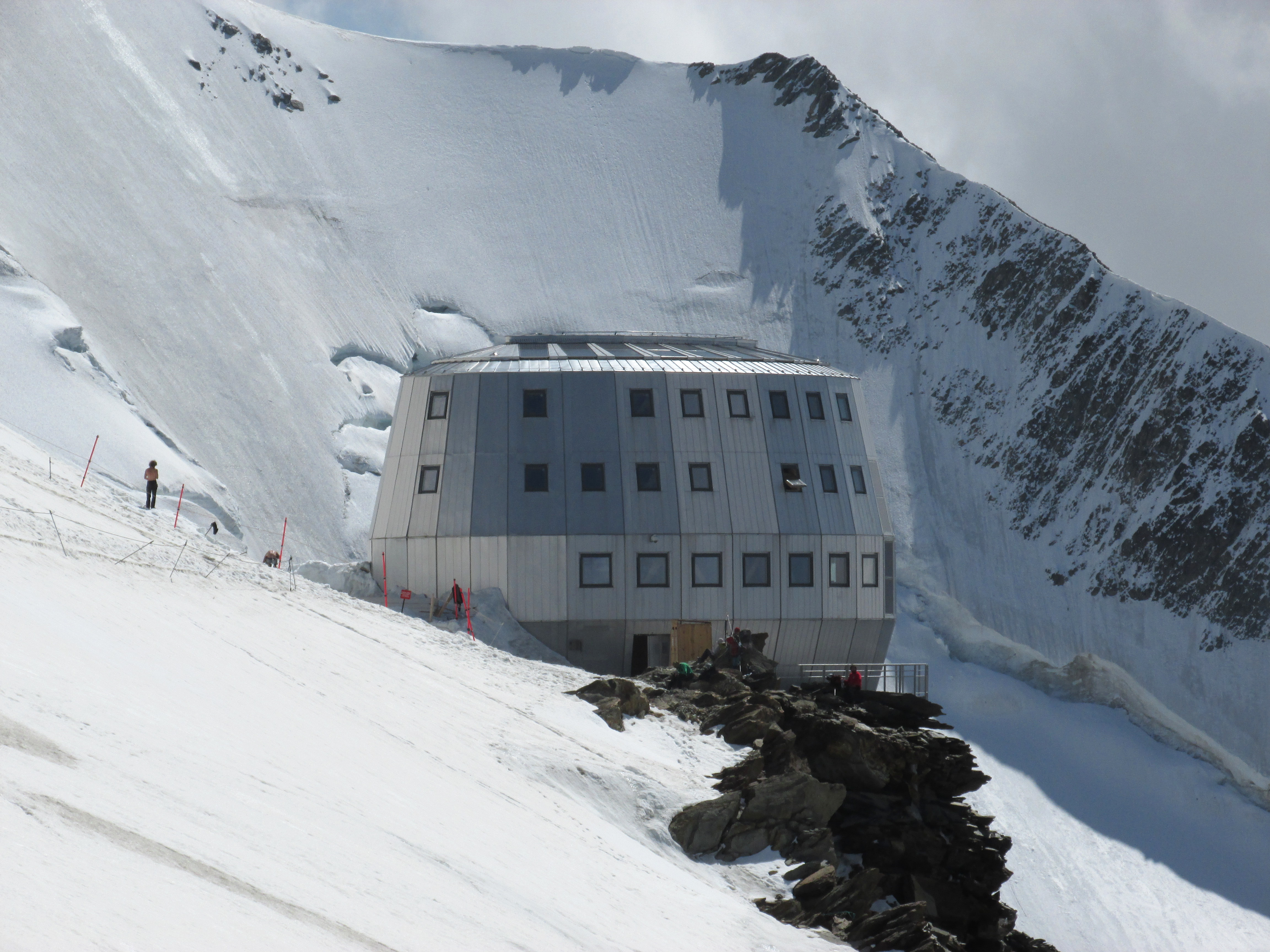
Ansicht der neuen Hütte von Nord
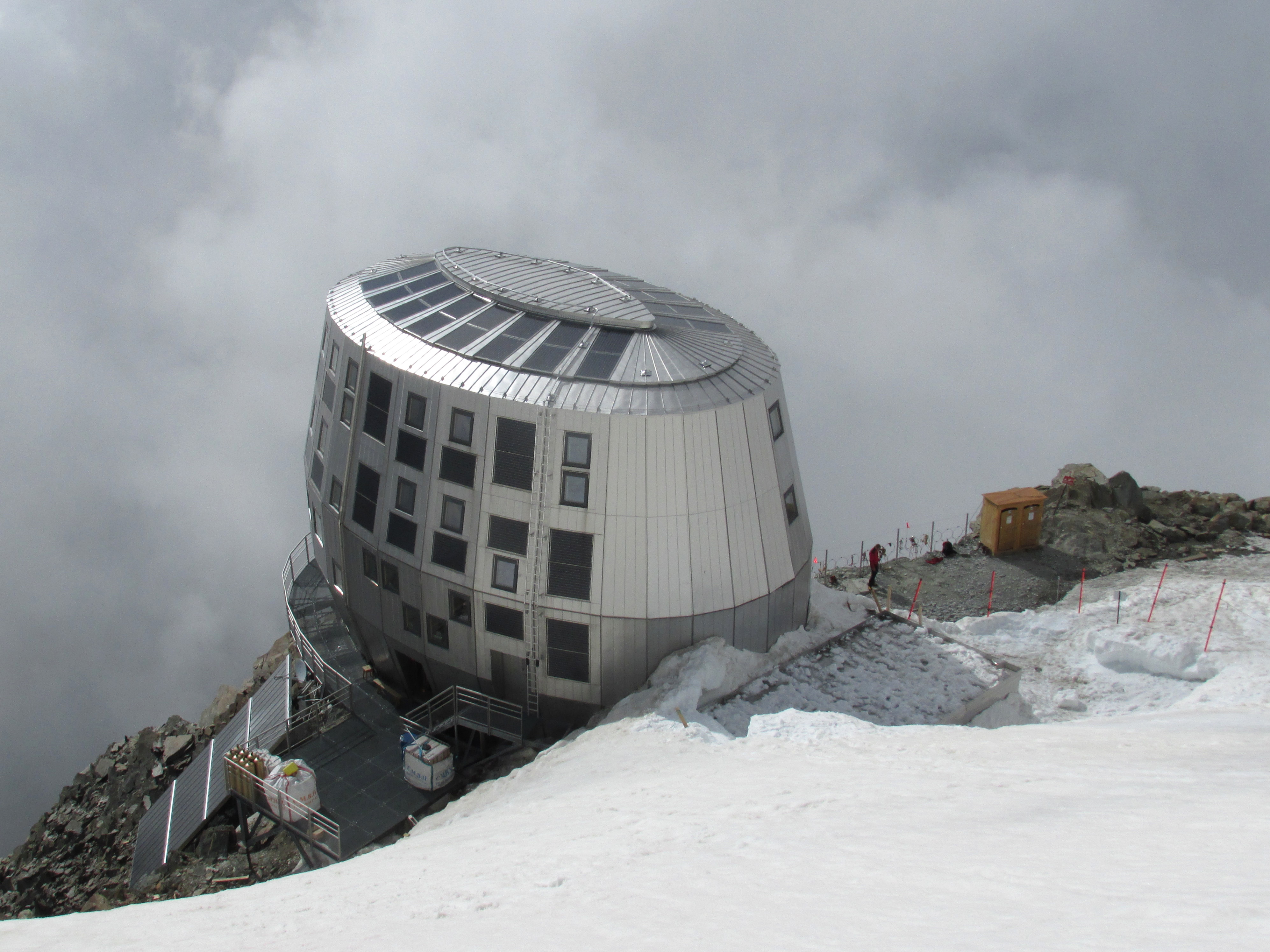
Hangaufwärts hinter der Hütte befindet sich eine Einrichtung zur Wassergewinnung durch Schmelzen von Schnee.